# Yousef Ramadan
Yousef Ramadan (in arabo يوسف رمضان‎?; 16 luglio 1992) è un calciatore egiziano, difensore dell'Al Waab.